# Bugt
 For alternative betydninger, se Bugt (flertydig). (Se også artikler, som begynder med Bugt)
Når en kystlinje krummer konkavt, opstår der en bugt. Det gælder, uanset om der er tale om søer eller have. En bugt kan også kaldes for en vig. Bliver en havkystlinje så konkav, at vandet omsluttes af land på tre sider, er der tale om en fjord.
Bugter har gerne forholdsvist roligt vand. Begge dele begunstiger livet i vandet, og derfor er de som regel gode fiskevande. I ældre tid var små havbugter eftertragtede som ankerpladser, mens de store (Biskayen f.eks.) var frygtet, fordi man let mistede landkendingen.
Det kan diskuteres, om Middelhavet og Østersøen er have eller bare store bugter på Atlanterhavet. Under alle omstændigheder har det været Europas held, at havet skærer sig så langt ind i kontinentet. Dels har det betydet en mildning af klimaet, og dels har det lettet transporten i løbet af de årtusinder, hvor veje var noget, man stort set selv måtte skabe.

## Natura 2000
Bugter er en naturtype i Natura 2000 med betegnelsen "1160 Større lavvandede bugter og vige", og betegnes som Store indskæringer i kysten, hvor påvirkningen af ferskvand fra vandløb er begrænset i modsætning til naturtypen flodmundinger. De danske bugter og vige er generelt så lavvandede i forhold til forholdene i mange andre lande, at de opfattes som lavvandede.

### Arter
Karakteristiske arter er smalbladet- , almindelig- og dværg-bændeltang (også kaldet ålegræs),
almindelig havgræs, arter af vandaks (f.eks. børstebladet vandaks, langbladet vandaks), og bundlevende eller bundfæstede alger. For dyrenes vedkommende kan nævnes bundlevende samfund af invertebrater, herunder muslinger, børsteorme, snegle og krebsdyr.

### Danske forhold
Naturtypen findes i store dele af de indre danske farvande, idet disse generelt er beskyttede og lavvandede set i international sammenhæng. F.eks. omfattes Limfjorden, Smålandsfarvandet, Sydfynske Øhav og Aalborg Bugt af typen foruden de fleste andre fjorde, bugter og vige, som ikke i stedet er kystlagune (type 1150)
eller flodmunding (type 1130).
Afgrænsningen af en bugt udadtil mod mere åbent farvand følger som udgangspunkt en linje fra den yderste pynt eller odde i hver side af bugten.